# Freckleben

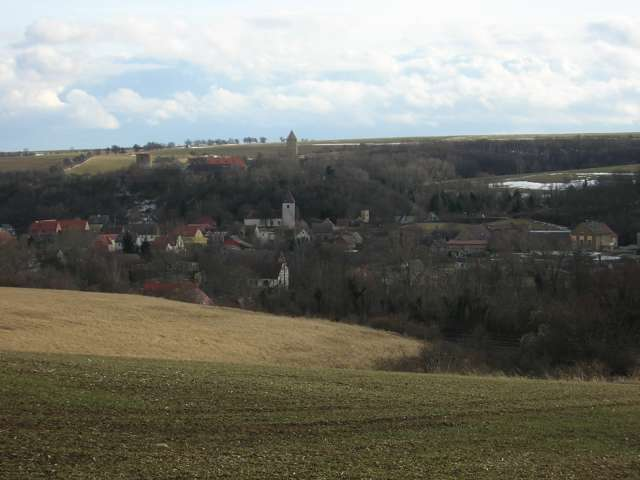
Freckleben von der Nordseite

Freckleben ist ein Stadtteil der Stadt Aschersleben im Salzlandkreis in Sachsen-Anhalt. Freckleben hatte am 31. Dezember 2021 616 Einwohner.

## Geografie
Freckleben liegt im Wippertal, das schon seit dem frühen Mittelalter als wichtiger Verkehrsweg von Nord nach Süd am Ostrand des Harzes genutzt wird.
Das Oberdorf liegt am linken Ufer der aus dem Raum Wippra kommenden Wipper mit Kirche, Bahnhaltepunkt und Schloßberg mit Wallburganlage und ehemaliger Reichsburg.
Das Unterdorf ist jenseits der Wipper an der alten von Aschersleben nach Sandersleben (Anhalt) führenden Reichsstraße gelegen mit Freihof, Moritzkirchhof (bis Ende 16. Jahrhundert) und Siedlung.

## Geschichte
Aufgrund der landschaftlich günstigen Lage wird schon von einer frühen Besiedlung ausgegangen. Funde von Steinkisten werden auf die Zeit zwischen 800 und 500 v. Chr. datiert.
Mit der Völkerwanderungszeit (3.–6. Jahrhundert) kamen die Warnen in das Gebiet von Freckleben. Sie waren ein mit den hier ansässigen Hermunduren verwandter Stamm. Ihre Niederlassung gab dem Ort seinen Namen. Dieser Name besteht aus dem Grundwort „laiba“ (gotisch, Überlassenschaft) oder „leif“ (altnordisch, Erbhinterlassenschaft), dem ein Personenname vorangestellt wurde.
Die erste urkundliche Erwähnung des Ortes erfolgte 762 im Fuldaer Stiftungsbuch als Frekenlevo. Auch 973 war Freckleben im Besitz der Abtei Fulda.
Nach einem Tausch mit dem Mauritiuskloster in Magdeburg war Freckleben als sogenanntes Reichslehen im Besitz der Markgrafen der Nordmark, die sich nach Freckleben benannten.
Nachdem Udo Graf von Freckleben 1130 durch den Markgrafen Albrecht den Bären erschlagen wurde, ging das Schloss mit allen Besitzungen an Kaiser Friedrich I. Barbarossa über. Dieser tauschte die Burg mit dem Erzbischof Wichmann von Magdeburg 1166 gegen rheinische Güter. Die erloschene ritterliche Adelsfamilie von Freckleben hatte hier ihren Stammsitz.
Bis ins 16. Jahrhundert war die Burg von Freckleben eine Adelsburg, unter anderem im Besitz des aus Aschersleben stammenden Andreas von Knichen. Dann wurde sie Domäne und gehörte später mit dem Nachbarort Sandersleben zum Fürstentum Anhalt-Dessau.
Freckleben wurde am 1. Januar 2008 nach Aschersleben eingemeindet.
Freckleben und Drohndorf sind im November 2018 durch die Nennung im Schwarzbuch Steuerverschwendung wegen des Baues zweier ein Kilometer entfernter Feuerwehrdepots bundesweit bekannt geworden.

## Demographie
| Jahr      | 1946  | 1999 | 2007 | 2008 | 2010 | 2013    | 2020 |
| Einwohner | 1.436 | 842  | 714  | 770  | 898  | ca. 700 |      |

## Kultur und Sehenswürdigkeiten

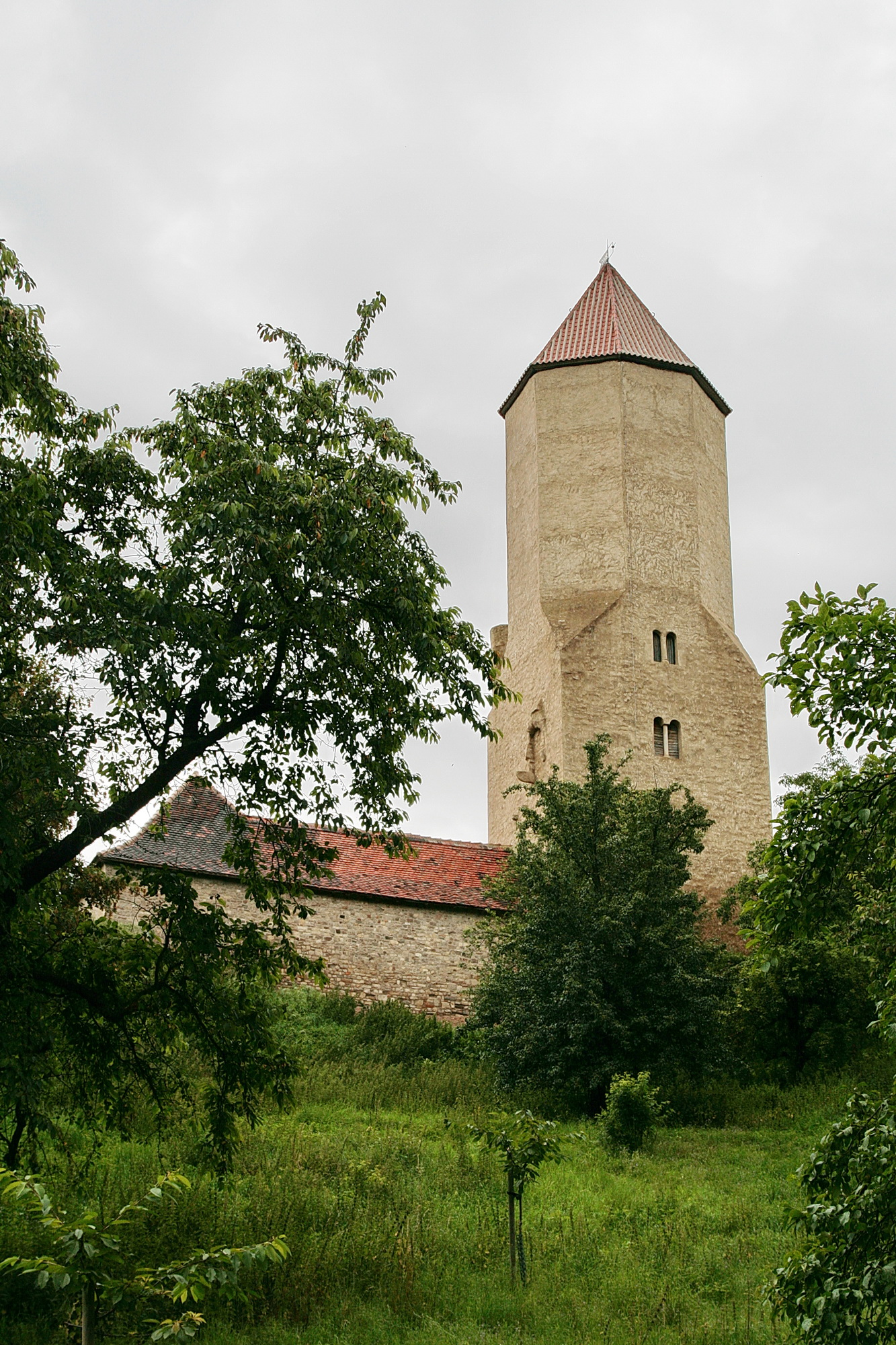
Burg Freckleben
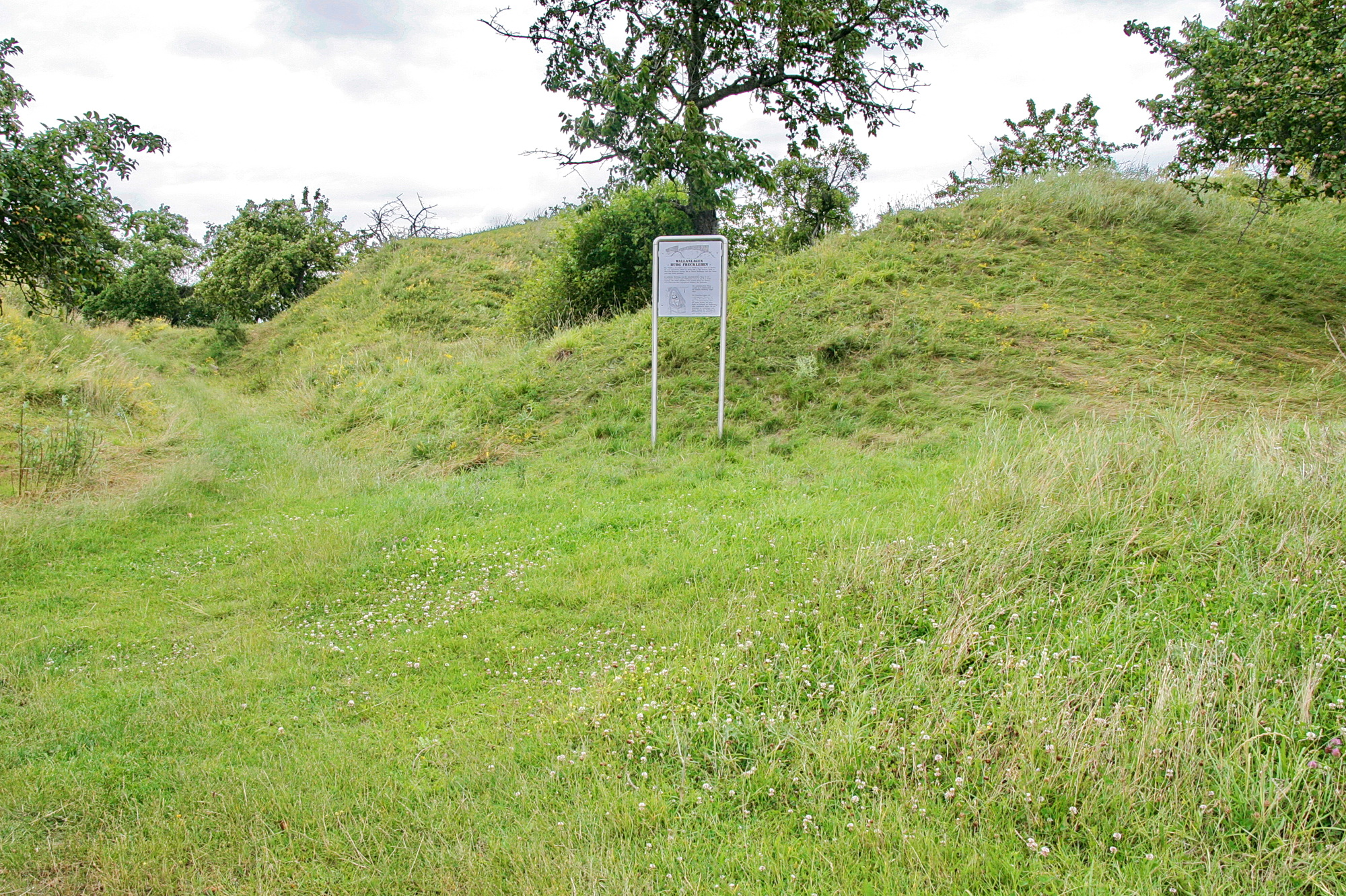
Ehemalige Wallanlagen
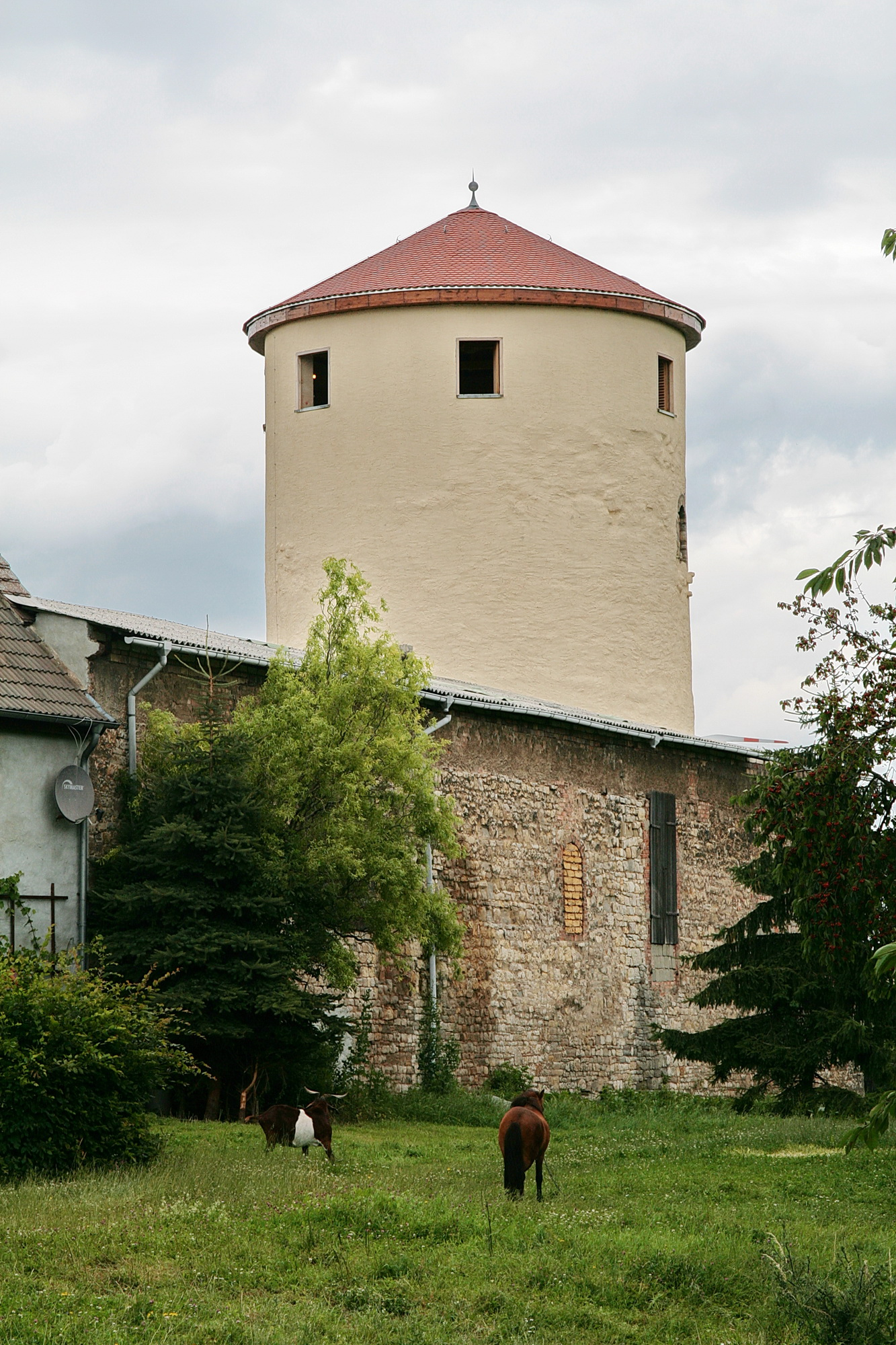
Ostturm der Burg

- Die romanische Kirche St. Stephanus ist eine Winkelkirche, hat also eine in Deutschland seltene Bauform, die in dieser Form durch eine Erweiterung der bestehenden Kirche im Jahr 1594 entstand.
- Die Burg Freckleben hat einen im oberen Teil achteckigem Bergfried mit Drehspindelleitern.
- Der Ostturm der Burg wurde saniert und der originalen Höhe angepasst. Im Sommer 2010 wurde die Sanierung abgeschlossen.
- Beide Türme werden abends beleuchtet und bilden, durch den Standort über Freckleben, einen tollen Blickfang.
- Das Heimatmuseum in den Burggemäueren lädt zum Eintauchen in das Geschehen der alten Zeit in Freckleben ein.

## Gedenkstätte
- Auf dem Ortsfriedhof befindet sich die Grabstätte für einen polnischen Kriegsgefangenen, der während des Zweiten Weltkrieges ein Opfer von Zwangsarbeit wurde.